# Bahía Laura (Chile)
Bahía Laura está situada en la costa sur de la isla Carlos en el sector de las islas del noroeste del archipiélago de Tierra del Fuego, en la región austral de Chile. 
Administrativamente pertenece a la comuna de Punta Arenas, provincia de Magallanes de la Región de Magallanes y de la Antártica Chilena.
Desde hace aproximadamente 6000 años sus costas fueron habitadas por el pueblo kawésqar. A comienzos del siglo XXI este pueblo había sido prácticamente extinguido por la acción del hombre blanco.

## Ubicación
Se encuentra en el sector de las islas del NO del archipiélago de Tierra del Fuego sobre la costa sur de la isla Carlos y desde el punto de vista orográfico en el sector de la zona cordillerana o insular. Existe plano inglés de la bahía en el portafolio de cartas publicadas por el SHOA de la Armada de Chile.  
En L:54°7′ S G:73°19′ O Constituye la parte interior de un seno que se forma en el lado SE de la isla Carlos y el cual se extiende como por 3¾ nmi en dirección norte. Tiene en la mayor parte de su saco como media milla de ancho y profundidades de 20 a 45 metros, pero en su parte norte tiene una isleta en su entrada, dejando canalizos de un ancho de solo 1 a 2½ cables y profundidades de 9 a 40 metros. La bahía Laura tiene en el lado oeste tres pequeños esteros; al de más al sur de estos, situado a una milla adentro del límite norte de la bahía Euston se le denomina la Dársena.
En la entrada de la bahía Laura hay una gran mancha de sargazos, pero el menor fondo que en ella se sonda es de 7 metros. La Dársena de la bahía Laura tiene profundidades de 9 a 16 metros, pero es apropiada solamente para buques chicos. El agua y la leña son abundantes y su embarque fácil.

## Historia
Sus costas fueron recorridas por los kawésqar desde hace más de 6000 años hasta mediados del siglo XX. A comienzos del siglo XXI este pueblo había sido prácticamente extinguido por la acción del hombre blanco.
A fines del siglo XVIII, a partir del año 1788 comenzaron a llegar a la zona los balleneros, los loberos y cazadores de focas ingleses y estadounidenses y finalmente los chilotes.
Las siguientes expediciones efectuaron trabajos hidrográficos en el sector de bahía Laura:
- 1774 - James Cook en diciembre, recorrió y levantó sectores de la costa oceánica del archipiélago de  Tierra del Fuego desde el cabo Deseado hasta el cabo de Hornos. HMS Resolution . Segundo viaje. Expedición inglesa.
- 1829 - Robert Fitz Roy en el primer viaje del HMS Beagle. Expedición inglesa.[5]

El comandante Robert Fitz Roy con el HMS Beagle estuvo trabajando en este sector desde el 3 de enero de 1830 hasta el 14 del mismo mes y año. El 3 de enero vio fogatas e indígenas en el cabo Gloucester fondeando en la dársena Laura de la bahía Euston. El 7 de enero enterró dos memoriales en la cumbre del cabo Gloucester. Durante el período tuvo contacto con varios fueguinos. El 13 se trasladó a un fondeadero en la isla Isabella y el 14 de marzo navegó hasta la isla Furia fondeando en caleta Norte.

## Características geográficas
Reina casi permanentemente el mal tiempo, lluvia copiosa, cielo nublado. Clima marítimo con temperatura pareja durante todo el año. El viento predominante es del oeste.
Hay bayas silvestres y un tipo de alga marina. Abundan los gansos y patos silvestres. En su costa se obtienen choros, lapas y erizos. Llegan a la caleta lobos de mar, nutrias, delfines y ballenas.